# Sabethes lutzii
Sabethes lutzii es el nombre de una especie designado como "nomen dubium", es decir, un "nombre dudoso" para un espécimen de mosquito que no cuenta con la evidencia suficiente para ser aceptado como parte de una especie probada. 
Sabethes lutzii fue caracterizado por primera vez en 1903 a partir de un espécimen dañado recolectado en Manaós, Brasil, en una carta escrita por el primer científico en observarlo, el médico Dr. Adolfo Lutz, al entomólogo Dr. Frederick V. Theobald, quien luego lo describió en la literatura publicada.   El espécimen fue descrito como relativamente de gran tamaño, de un color metálico uniforme azul muy oscuro, y diferenciándose de otras especies por la falta de escamas blancas que marquen los fémures. 
Theobald indicó que el espécimen holotipo estaba en la colección del Museo Británico (Historia Natural), pero que un investigador posterior no lo localizó allí.  Investigadores más recientes han especulado que el espécimen holotipo podría estar representado por una diapositiva de un ala de mosquito marcada como"da Coll. do Dr. Lutz/XI-930/CL" en la colección del Instituto Oswaldo Cruz .  Sin embargo, debido a la falta de certeza, la especie se considera actualmente un nomen dubium. 